# Great American Songbook

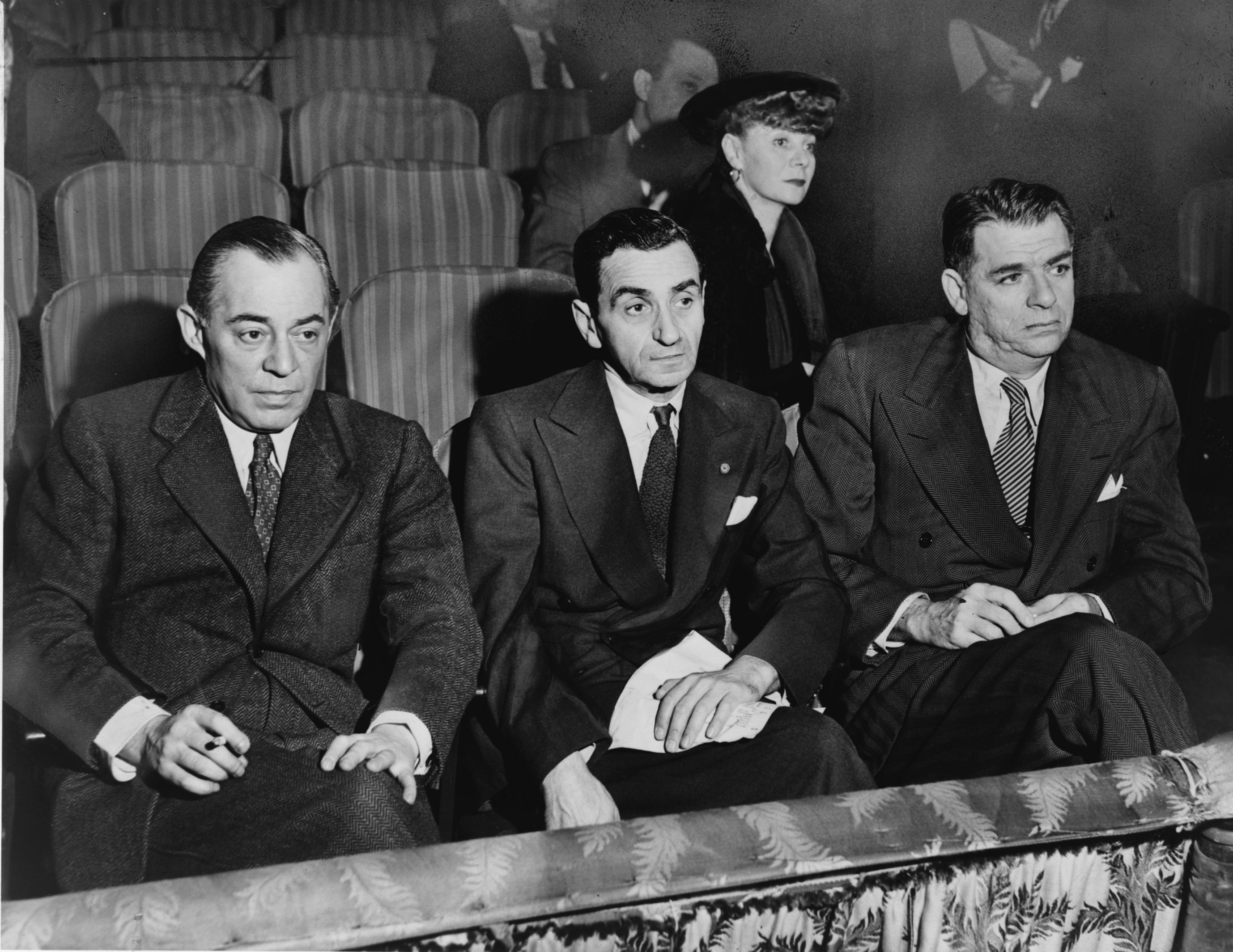
Da sinistra, Rodgers, Berlin e Hammerstein II, tre dei musicisti del Great American Songbook; in secondo piano Helen Tamiris.

Great American Songbook è un termine che si riferisce ai musicisti legati al panorama musicale dei teatri di Broadway e alla Tin Pan Alley, in un periodo che inizia verso gli anni venti e finisce negli anni sessanta, con l'avvento del rock and roll.
L'appartenenza o meno a questo gruppo non è ufficiale, quindi vi sono spesso controversie su chi debba esservi considerato. Principalmente, fanno parte del Grande Canzoniere Americano tutti quei compositori, parolieri e cantanti che hanno composto o cantato alcuni dei maggiori standard del jazz.
Il "GAS", come viene spesso abbreviato negli Stati Uniti, è tuttora il riferimento per il repertorio dei musicisti jazz di tutto il mondo, e per i suoi fan rappresenta un livello di sofisticazione musicale che non è ancora stato eguagliato.

## I musicisti
Oggiquesto canzoniere è composto da circa cento membri, sebbene vi siano coalizioni di puristi che preferirebbero eliminare dalla lista i cantanti moderni (come Michael Bublé e Diana Krall) perché non connessi cronologicamente con l'epoca alla quale generalmente il GAS si riferisce. 

### Compositori

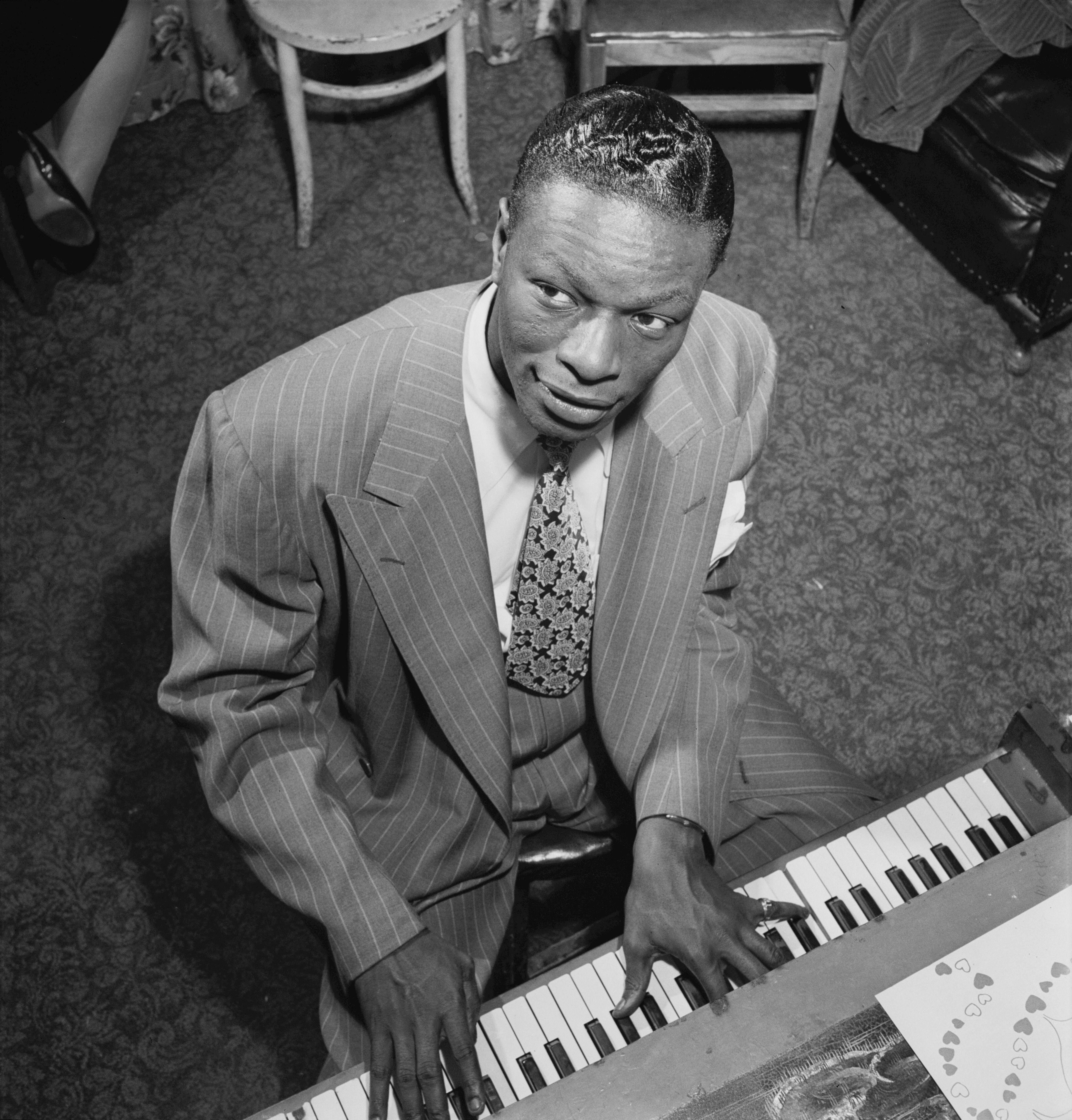
Nat King Cole

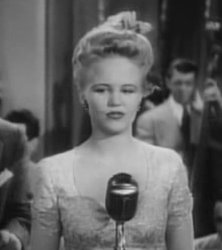
Peggy Lee

Qui di seguito sono elencati alcuni dei maggiori compositori del Great American Songbook.
| Nome              | Categoria              | Data di nascita | Data di morte | Canzoni più celebri                                                                                          |
| ----------------- | ---------------------- | --------------- | ------------- | --- |
| Arlen, Harold     | Compositore            | 1905            | 1986          | Over the Rainbow, Stormy Weather, Come rain or come shine, Blues in the night, Let's Fall in Love            |
| Bacharach, Burt   | Compositore            | 1928            | 2023          | Raindrops Keep Fallin' on My Head, I Say a Little Prayer, The Look of Love, Alfie                            |
| Berlin, Irving    | Compositore, paroliere | 1888            | 1989          | White Christmas, Puttin' on the ritz, God Bless America, There's No Business Like Show Business              |
| Carmichael, Hoagy | Compositore            | 1899            | 1981          | Stardust, In the Cool, Cool, Cool of the Evening, The nearness of you, Skylark, "Georgia On My Mind"         |
| Duke, Vernon      | Compositore            | 1903            | 1969          | April in Paris, Autumn in New York, I can't get started                                                      |
| Ellington, Duke   | Compositore            | 1899            | 1974          | Sophisticated Lady, In a Sentimental Mood, Rockin' in Rhythm                                                 |
| Gershwin, George  | Compositore            | 1898            | 1937          | Summertime, Someone to watch over me, It ain't necessarily so, The Man I Love, I Got Rhythm                  |
| Gershwin, Ira     | Paroliere              | 1896            | 1983          | Summertime, I Got Rhythm, They Can't Take That Away from Me                                                  |
| Hart, Lorenz      | Paroliere              | 1895            | 1943          | Blue Moon, The Lady Is a Tramp, My Funny Valentine                                                           |
| Kern, Jerome      | Compositore            | 1885            | 1945          | The Way You Look Tonight, Smoke gets in your eyes, Yesterdays, A Fine Romance                                |
| Mancini, Henry    | Compositore            | 1924            | 1994          | Moon River, The Pink Panther Theme                                                                           |
| Mercer, Johnny    | Paroliere              | 1909            | 1976          | Moon River, Autumn Leaves, Laura                                                                             |
| Porter, Cole      | Compositore, paroliere | 1891            | 1964          | I've Got You Under My Skin, Night and Day, Ev'ry time we say goodbye, Love for Sale, I Get a Kick Out of You |
| Rodgers, Richard  | Compositore            | 1902            | 1979          | The Lady Is a Tramp, My Funny Valentine, Falling in Love with Love                                           |

Sono sorte molte controversie riguardo alla presenza di Henry Mancini e Burt Bacharach. Questi due compositori sono emersi evidentemente più tardi della rivoluzione del rock and roll, eppure è stata decisa l'ammissione perché lo stile delle loro composizioni rifletteva molto quello dell'American Songbook più "puro".
Altri fan ritengono invece che anche compositori stranieri, come Antônio Carlos Jobim, debbano far parte del Canzoniere.

### Performers
Nel campo cantanti sono sorte ancora più controversie riguardo all'appartenenza al canzoniere: persone che non volevano ammettere Ginger Rogers, Doris Day e Judy Garland, perché legate più al mondo del cinema che a quello della musica. Altri volevano ammettere Ray Charles, anche se il suo stile generalmente differisce da quello degli altri; ancora problemi con Andy Williams, che risultava un cantante più da hit dell'ultimo momento.
Qui di seguito, comunque, alcuni dei più noti cantanti del GAS.
| Nome             | Data di nascita | Data di morte | Foto |
| ---------------- | --------------- | ------------- | ---- |
| Louis Armstrong  | 1901            | 1971          |      |
| Fred Astaire     | 1899            | 1987          |      |
| Nat King Cole    | 1919            | 1965          |      |
| Perry Como       | 1912            | 2001          |      |
| Bing Crosby      | 1903            | 1977          |      |
| Ella Fitzgerald  | 1917            | 1996          |      |
| Billie Holiday   | 1915            | 1959          |      |
| Peggy Lee        | 1920            | 2002          |      |
| Dean Martin      | 1917            | 1995          |      |
| Frank Sinatra    | 1915            | 1998          |      |
| Sarah Vaughan    | 1924            | 1990          |      |
| Dinah Washington | 1924            | 1963          |      |